# 似竺四點雙邊魚
似竺四點雙邊魚為輻鰭魚綱鱸形目鱸亞目雙邊魚科的其中一個種，分布於大洋洲巴布亞紐幾內亞的淡水流域，體長可達12.5公分，屬肉食性。